# Bassin viticole
Un bassin viticole est une zone de production définie géographiquement pour la viticulture. La réforme de la filière viti-vinicole française a conduit, en 2006, à la délimitation de dix bassins viticoles et à la création des conseils de bassin viticole.

## Objectifs des conseils de bassin viticole
D'après le code rural et de la pêche maritime, le conseil de bassin viticole est une instance de concertation entre les partenaires de la filière viticole et les pouvoirs publics pour l'ensemble des questions touchant à la production vitivinicole.
Ces conseils peuvent notamment être consultés :
- sur la reconnaissance d'une nouvelle appellation d'origine ou indication géographique pour un produit vinicole du bassin ;
- sur une présentation harmonisée des différentes catégories de vins au sein du bassin ;
- sur l'amélioration de la connaissance du marché pour les vins produits dans le bassin ;
- sur les mesures visant à développer les relations entre les entreprises de production, de mise en marché et de distribution ;
- en vue de faciliter la cohérence des mesures de régulation de l'offre prises par les organisations interprofessionnelles reconnues ;
- en vue d'aider à la cohérence des actions menées en matière de promotion ;
- en vue de contribuer à la cohérence des actions en matière de recherche, d'expérimentation et de développement, et pour le développement au sein du bassin de nouveaux produits issus de la vigne ;
- en vue d'aider à la cohérence des rendements des différents produits vitivinicoles du bassin ;
- sur la question du potentiel de production ;
- en vue de contribuer à l'élaboration de la stratégie d'évolution à moyen terme de l'offre au niveau du bassin.

## Délimitations des bassins viticoles

### Délimitations actuelles
Les délimitations des bassins viticoles sont définies dans le code rural et de la pêche maritime,.
Ces délimitations se fondent néanmoins sur le découpage administratif existant avant le redécoupage cantonal de 2014 et les récentes fusions de communes.
Les délimitations des bassins viticoles tenant compte du découpage administratif en vigueur en juillet 2018 sont données dans le tableau suivant :
| Bassins viticoles                | Départements |
| -------------------------------- | --- |
| Alsace Est                       | Bas-Rhin, Haut-Rhin, Meurthe-et-Moselle, Meuse, Moselle, Vosges |
| Aquitaine                        | Corrèze, Dordogne (sauf communes : La Jemaye-Ponteyraud, La Roche-Chalais, Parcoul-Chenaud, Saint-Aulaye-Puymangou, Saint-Privat-en-Périgord, Saint-Vincent-Jalmoutiers, Servanches), Gironde, Lot-et-Garonne (communes : Allons, Antagnac, Argenton, Auriac-sur-Dropt, Baleyssagues, Beauziac, Boussès, Casteljaloux, Couthures-sur-Garonne, Durance, Duras, Esclottes, Fargues-sur-Ourbise, Gaujac, Grézet-Cavagnan, Houeillès, Jusix, Labastide-Castel-Amouroux, La Réunion, La Sauvetat-du-Dropt, Loubès-Bernac, Moustier, Pardaillan, Pindères, Pompogne, Poussignac, Ruffiac, Saint-Astier, Sainte-Colombe-de-Duras, Sainte-Gemme-Martaillac, Saint-Jean-de-Duras, Saint-Laurent, Saint-Martin-Curton, Saint-Pierre-sur-Dropt, Saint-Sernin, Sauméjan, Savignac-de-Duras, Soumensac, Thouars-sur-Garonne, Villeneuve-de-Duras) |
| Bourgogne Beaujolais Savoie Jura | Ain, Côte-d'Or, Doubs, Haute-Saône, Haute-Savoie, Isère (sauf communes : Agnin, Anjou, Assieu, Auberives-sur-Varèze, Bougé-Chambalud, Chanas, Chasse-sur-Rhône, Cheyssieu, Chonas-l'Amballan, Chuzelles, Clonas-sur-Varèze, Estrablin, Eyzin-Pinet, Jardin, La Chapelle-de-Surieu, Le Péage-de-Roussillon, Les Côtes-d'Arey, Les Roches-de-Condrieu, Luzinay, Moidieu-Détourbe, Pont-Évêque, Reventin-Vaugris, Roussillon, Sablons, Saint-Alban-du-Rhône, Saint-Clair-du-Rhône, Saint-Lattier, Saint-Maurice-l'Exil, Saint-Prim, Saint-Romain-de-Surieu, Saint-Sorlin-de-Vienne, Salaise-sur-Sanne, Septème, Serpaize, Seyssuel, Sonnay, Vernioz, Vienne, Ville-sous-Anjou, Villette-de-Vienne), Jura, Loire (sauf communes : Bessey, Cellieu, Chagnon, Châteauneuf, Chavanay, Chuyer, Dargoire, Genilac, La Chapelle-Villars, Lupé, Maclas, Malleval, Pélussin, Roisey, Saint-Appolinard, Saint-Joseph, Saint-Martin-la-Plaine, Saint-Michel-sur-Rhône, Saint-Pierre-de-Bœuf, Tartaras, Véranne, Vérin), Rhône (sauf communes : Ampuis, Beauvallon (commune déléguée Saint-Jean-de-Touslas), Chabanière, Condrieu, Échalas, Les Haies, Loire-sur-Rhône, Longes, Rontalon, Saint-Cyr-sur-le-Rhône, Saint-Romain-en-Gal, Sainte-Colombe, Soucieu-en-Jarrest, Trèves, Tupin-et-Semons), Saône-et-Loire, Savoie, Yonne |
| Champagne                        | Aisne, Aube, Haute-Marne, Marne, Seine-et-Marne |
| Charentes Cognac                 | Charente, Charente-Maritime, Deux-Sèvres (communes : Asnières-en-Poitou, Beauvoir-sur-Niort, Brieuil-sur-Chizé, Brioux-sur-Boutonne, Chérigné, Chizé, Ensigné, Granzay-Gript, Juillé, La Foye-Monjault, La Rochénard, Le Bourdet, Le Vert, Les Fosses, Luché-sur-Brioux, Lusseray, Marigny, Mauzé-sur-le-Mignon, Paizay-le-Chapt, Périgné, Plaine-d'Argenson, Priaires, Prin-Deyrançon, Saint-Georges-de-Rex, Saint-Hilaire-la-Palud, Secondigné-sur-Belle, Séligné, Thorigny-sur-le-Mignon, Usseau, Vernoux-sur-Boutonne, Villefollet, Villiers-en-Bois, Villiers-sur-Chizé), Dordogne (communes : La Jemaye-Ponteyraud, La Roche-Chalais, Parcoul-Chenaud, Saint-Aulaye-Puymangou, Saint-Privat-en-Périgord, Saint-Vincent-Jalmoutiers, Servanches) |
| Corse                            | Corse-du-Sud, Haute-Corse |
| Languedoc Roussillon             | Aude, Gard (sauf communes : Aiguèze, Aimargues, Aramon, Argilliers, Aubord, Bagnols-sur-Cèze, Beaucaire, Beauvoisin, Bellegarde, Belvézet, Bernis, Bezouce, Bouillargues, Cabrières, Caissargues, Carsan, Castillon-du-Gard, Cavillargues, Chusclan, Codognan, Codolet, Collias, Comps, Connaux, Cornillon, Domazan, Estézargues, Fons-sur-Lussan, Fontarèches, Fournès, Fourques, Gallargues-le-Montueux, Garons, Gaujac, Générac, Goudargues, Issirac, Jonquières-Saint-Vincent, La Bastide-d'Engras, La Bruguière, La Roque-sur-Cèze, Laudun-l'Ardoise, Laval-Saint-Roman, Le Cailar, Lédenon, Le Garn, Le Pin, Les Angles, Lirac, Lussan, Manduel, Marguerittes, Meynes, Milhaud, Montclus, Montfaucon, Montfrin, Mus, Nîmes, Orsan, Pont-Saint-Esprit, Pougnadoresse, Poulx, Pouzilhac, Pujaut, Redessan, Remoulins, Rochefort-du-Gard, Rodilhan, Roquemaure, Sabran, Saint-Alexandre, Saint-André-de-Roquepertuis, Saint-André-d'Olérargues, Saint-Bonnet-du-Gard, Saint-Christol-de-Rodières, Saint-Étienne-des-Sorts, Saint-Geniès-de-Comolas, Saint-Gervais, Saint-Gervasy, Saint-Gilles, Saint-Hilaire-d'Ozilhan, Saint-Julien-de-Peyrolas, Saint-Laurent-de-Carnols, Saint-Laurent-des-Arbres, Saint-Laurent-la-Vernède, Saint-Marcel-de-Careiret, Saint-Michel-d'Euzet, Saint-Nazaire, Saint-Paulet-de-Caisson, Saint-Paul-les-Fonts, Saint-Pons-la-Calm, Saint-Victor-la-Coste, Salazac, Sauveterre, Saze, Sernhac, Tavel, Théziers, Tresques, Uchaud, Vallabrègues, Vallérargues, Valliguières, Vauvert, Vénéjan, Verfeuil, Vergèze, Vers-Pont-du-Gard, Vestric-et-Candiac, Villeneuve-lès-Avignon), Hérault, Pyrénées-Orientales |
| Sud-Ouest                        | Ariège, Aveyron, Cantal, Gers, Haute-Garonne, Hautes-Pyrénées, Landes, Lot, Lot-et-Garonne (sauf communes : Allons, Antagnac, Argenton, Auriac-sur-Dropt, Baleyssagues, Beauziac, Boussès, Casteljaloux, Couthures-sur-Garonne, Durance, Duras, Esclottes, Fargues-sur-Ourbise, Gaujac, Grézet-Cavagnan, Houeillès, Jusix, Labastide-Castel-Amouroux, La Réunion, La Sauvetat-du-Dropt, Loubès-Bernac, Moustier, Pardaillan, Pindères, Pompogne, Poussignac, Ruffiac, Saint-Astier, Sainte-Colombe-de-Duras, Sainte-Gemme-Martaillac, Saint-Jean-de-Duras, Saint-Laurent, Saint-Martin-Curton, Saint-Pierre-sur-Dropt, Saint-Sernin, Sauméjan, Savignac-de-Duras, Soumensac, Thouars-sur-Garonne, Villeneuve-de-Duras dont la plupart des communes du vignoble Côtes-de-duras, sur la rive droite du Dropt affluent rive droite de la Garonne), Pyrénées-Atlantiques, Tarn, Tarn-et-Garonne |
| Val-de-Loire Centre              | Allier, Cher, Deux-Sèvres (sauf communes : Asnières-en-Poitou, Beauvoir-sur-Niort, Brieuil-sur-Chizé, Brioux-sur-Boutonne, Chérigné, Chizé, Ensigné, Granzay-Gript, Juillé, La Foye-Monjault, La Rochénard, Le Bourdet, Le Vert, Les Fosses, Luché-sur-Brioux, Lusseray, Marigny, Mauzé-sur-le-Mignon, Paizay-le-Chapt, Périgné, Plaine-d'Argenson, Priaires, Prin-Deyrançon, Saint-Georges-de-Rex, Saint-Hilaire-la-Palud, Secondigné-sur-Belle, Séligné, Thorigny-sur-le-Mignon, Usseau, Vernoux-sur-Boutonne, Villefollet, Villiers-en-Bois, Villiers-sur-Chizé), Indre, Indre-et-Loire, Loir-et-Cher, Loire-Atlantique, Loiret, Maine-et-Loire, Nièvre, Puy-de-Dôme, Sarthe, Vendée, Vienne |
| Vallée-du-Rhône Provence         | Alpes-de-Haute-Provence, Alpes-Maritimes, Ardèche, Bouches-du-Rhône, Drôme, Gard (communes : Aiguèze, Aimargues, Aramon, Argilliers, Aubord, Bagnols-sur-Cèze, Beaucaire, Beauvoisin, Bellegarde, Belvézet, Bernis, Bezouce, Bouillargues, Cabrières, Caissargues, Carsan, Castillon-du-Gard, Cavillargues, Chusclan, Codognan, Codolet, Collias, Comps, Connaux, Cornillon, Domazan, Estézargues, Fons-sur-Lussan, Fontarèches, Fournès, Fourques, Gallargues-le-Montueux, Garons, Gaujac, Générac, Goudargues, Issirac, Jonquières-Saint-Vincent, La Bastide-d'Engras, La Bruguière, La Roque-sur-Cèze, Laudun-l'Ardoise, Laval-Saint-Roman, Le Cailar, Lédenon, Le Garn, Le Pin, Les Angles, Lirac, Lussan, Manduel, Marguerittes, Meynes, Milhaud, Montclus, Montfaucon, Montfrin, Mus, Nîmes, Orsan, Pont-Saint-Esprit, Pougnadoresse, Poulx, Pouzilhac, Pujaut, Redessan, Remoulins, Rochefort-du-Gard, Rodilhan, Roquemaure, Sabran, Saint-Alexandre, Saint-André-de-Roquepertuis, Saint-André-d'Olérargues, Saint-Bonnet-du-Gard, Saint-Christol-de-Rodières, Saint-Étienne-des-Sorts, Saint-Geniès-de-Comolas, Saint-Gervais, Saint-Gervasy, Saint-Gilles, Saint-Hilaire-d'Ozilhan, Saint-Julien-de-Peyrolas, Saint-Laurent-de-Carnols, Saint-Laurent-des-Arbres, Saint-Laurent-la-Vernède, Saint-Marcel-de-Careiret, Saint-Michel-d'Euzet, Saint-Nazaire, Saint-Paulet-de-Caisson, Saint-Paul-les-Fonts, Saint-Pons-la-Calm, Saint-Victor-la-Coste, Salazac, Sauveterre, Saze, Sernhac, Tavel, Théziers, Tresques, Uchaud, Vallabrègues, Vallérargues, Valliguières, Vauvert, Vénéjan, Verfeuil, Vergèze, Vers-Pont-du-Gard, Vestric-et-Candiac, Villeneuve-lès-Avignon), Hautes-Alpes, Isère (communes : Agnin, Anjou, Assieu, Auberives-sur-Varèze, Bougé-Chambalud, Chanas, Chasse-sur-Rhône, Cheyssieu, Chonas-l'Amballan, Chuzelles, Clonas-sur-Varèze, Estrablin, Eyzin-Pinet, Jardin, La Chapelle-de-Surieu, Le Péage-de-Roussillon, Les Côtes-d'Arey, Les Roches-de-Condrieu, Luzinay, Moidieu-Détourbe, Pont-Évêque, Reventin-Vaugris, Roussillon, Sablons, Saint-Alban-du-Rhône, Saint-Clair-du-Rhône, Saint-Lattier, Saint-Maurice-l'Exil, Saint-Prim, Saint-Romain-de-Surieu, Saint-Sorlin-de-Vienne, Salaise-sur-Sanne, Septème, Serpaize, Seyssuel, Sonnay, Vernioz, Vienne, Ville-sous-Anjou, Villette-de-Vienne), Loire (communes : Bessey, Cellieu, Chagnon, Châteauneuf, Chavanay, Chuyer, Dargoire, Genilac, La Chapelle-Villars, Lupé, Maclas, Malleval, Pélussin, Roisey, Saint-Appolinard, Saint-Joseph, Saint-Martin-la-Plaine, Saint-Michel-sur-Rhône, Saint-Pierre-de-Bœuf, Tartaras, Véranne, Vérin), Rhône (communes : Ampuis, Beauvallon (commune déléguée Saint-Jean-de-Touslas), Chabanière, Condrieu, Échalas, Les Haies, Loire-sur-Rhône, Longes, Rontalon, Saint-Cyr-sur-le-Rhône, Saint-Romain-en-Gal, Sainte-Colombe, Soucieu-en-Jarrest, Trèves, Tupin-et-Semons), Var, Vaucluse |

### Différences entre bassins viticoles et terroirs viticoles régionaux
Un certain nombre de différences entre les délimitations des bassins viticoles et les terroirs viticoles régionaux sont identifiables. La délimitation des bassins viticoles selon le découpage administratif est en effet parfois contradictoire avec leur vocation à correspondre au terroir viticole au niveau régional.
Certains bassins ne correspondent ainsi pas exactement aux appellations dont ils ont la charge.
Les différences suivantes peuvent être relevées :
| Différences entre bassins viticoles et terroirs viticoles régionaux | Appellations concernées                                                                  |
| --- | ---------------------------------------------------------------------------------------- |
| Les départements Meurthe-et-Moselle, Meuse, Moselle et Vosges correspondent plus, en termes de sols et de climat, au bassin « Champagne » qu'aux départements Bas-Rhin et Haut-Rhin. | côtes-de-meuse, côtes-de-toul et moselle                                                 |
| Le département Calvados ne correspond pas, en termes de terroir viticole, au bassin « Val-de-Loire Centre ». | calvados (sans mention complémentaire) et calvados-grisy                                 |
| Le département Haute-Vienne n'est pas inclus dans le bassin « Val-de-Loire Centre ». | haute-vienne                                                                             |
| Le département Territoire de Belfort n'est pas inclus dans le bassin « Bourgogne Beaujolais Savoie Jura ». | franche-comté (sans mention complémentaire)                                              |
| Les communes de Aigaliers, Aigremont, Arpaillargues-et-Aureillac, Aubussargues, Bagard, Baron, Blauzac, Bourdic, Bragassargues, Brignon, Canaules-et-Argentières, Cardet, Cassagnoles, Castelnau-Valence, Collorgues, Cruviers-Lascours, Dions, Durfort-et-Saint-Martin-de-Sossenac, Flaux, Foissac, Fons, Fressac, Gajan, Garrigues-Sainte-Eulalie, La Calmette, La Capelle-et-Masmolène, La Rouvière, Lédignan, Lézan, Logrian-Florian, Martignargues, Maruéjols-lès-Gardon, Massanes, Massillargues-Attuech, Monoblet, Montaren-et-Saint-Médiers, Moussac, Ners, Puechredon, Ribaute-les-Tavernes, Saint-Bauzély, Saint-Bénézet, Saint-Césaire-de-Gauzignan, Saint-Chaptes, Saint-Christol-lès-Alès, Saint-Dézéry, Sainte-Anastasie, Saint-Félix-de-Pallières, Saint-Hippolyte-de-Montaigu, Saint-Jean-de-Ceyrargues, Saint-Jean-de-Crieulon, Saint-Jean-de-Serres, Saint-Jean-du-Pin, Saint-Maurice-de-Cazevieille, Saint-Maximin, Saint-Nazaire-des-Gardies, Saint-Quentin-la-Poterie, Saint-Siffret, Saint-Théodorit, Saint-Victor-des-Oules, Sanilhac-Sagriès, Sauve, Savignargues, Serviers-et-Labaume, Seynes, Tornac, Uzès, Vallabrix et Vézénobres du département du Gard sont incluses dans le bassin « Languedoc Roussillon » et non le bassin « Vallée-du-Rhône Provence ». | duché-d'uzès                                                                             |
| Les communes de Barjac, Rivières, Rochegude, Saint-Denis, Saint-Jean-de-Maruéjols-et-Avéjan et Saint-Privat-de-Champclos du département du Gard sont incluses dans le bassin « Languedoc Roussillon » et non le bassin « Vallée-du-Rhône Provence ». | ardèche (sans mention complémentaire), ardèche-coteaux-de-l'ardèche et côtes-du-vivarais |
| Les communes de Gorges-du-Tarn-Causses, Ispagnac, La Malène et Massegros-Causses-Gorges (commune déléguée Les Vignes) du département de Lozère ne sont pas incluses dans le bassin « Languedoc Roussillon ». | pays-d'oc et terres-du-midi                                                              |
| Les parcelles de la commune de Nîmes du département du Gard pouvant produire le languedoc (sans mention complémentaire) et le languedoc-sommières sont incluses dans le bassin « Vallée-du-Rhône Provence » et non le bassin « Languedoc Roussillon ». | languedoc (sans mention complémentaire) et languedoc-sommières                           |
| Les parcelles de la commune de Salviac du département du Lot pouvant produire le périgord (sans mention complémentaire) et le périgord-vin-de-domme sont incluses dans le bassin « Sud-Ouest » et non le bassin « Aquitaine ». | périgord (sans mention complémentaire) et périgord-vin-de-domme                          |
| Les parcelles de la commune de Vauvert du département du Gard pouvant produire le sable-de-camargue et les parcelles de la commune de Saintes-Maries-de-la-Mer du département des Bouches-du-Rhône pouvant produire le sable-de-camargue sont incluses dans le bassin « Vallée-du-Rhône Provence » et non le bassin « Languedoc Roussillon ». | sable-de-camargue                                                                        |
| L'inclusion des communes de Aimargues et Gallargues-le-Montueux du département du Gard dans le bassin « Vallée-du-Rhône Provence » et non le bassin « Languedoc Roussillon » créé deux zones distinctes pour ce bassin dans ce département. | gard                                                                                     |

Les zones de récolte des raisins définies dans les cahiers des charges de certaines appellations, notamment départementales et régionales, peuvent également se fonder sur le découpage administratif.
Certaines appellations s'étendent en effet sur plusieurs bassins viticoles.
D'autres appellations englobent des parcelles pouvant produire un vin majoritairement produit dans un autre bassin.
Il existe alors une différence entre le terroir viticole et la délimitation de ce bassin, ou de cette appellation, ou des deux.
Les faits suivants peuvent ainsi être relevés :
| Appellations | Zones de récolte |
| --- | --- |
| agenais | La zone de récolte s'étend sur les bassins « Aquitaine » et « Sud-Ouest ». |
| ardèche (sans mention complémentaire), ardèche-coteaux-de-l'ardèche, cévennes, coteaux-du-pont-du-gard, côtes-du-vivarais, duché-d'uzès, gard, pays-d'oc, sable-de-camargue et terres-du-midi | Les zones de récolte s'étendent sur les bassins « Languedoc Roussillon » et « Vallée-du-Rhône Provence ». |
| atlantique | La zone de récolte s'étend sur les bassins « Aquitaine », « Charentes Cognac » et « Sud-Ouest ». |
| comtés-rhodaniens et isère (sans mention complémentaire) | Les zones de récolte s'étendent sur les bassins « Bourgogne Beaujolais Savoie Jura » et « Vallée-du-Rhône Provence ». |
| comté-tolosan (sans mention complémentaire) | La zone de récolte inclut les parcelles de la commune de Salviac du département du Lot pouvant produire le périgord (sans mention complémentaire) ou le périgord-vin-de-domme, et s'étend sur les bassins « Aquitaine » et « Sud-Ouest ».                                           |
| costières-de-nîmes | La zone de récolte inclut les parcelles de la commune de Nîmes du département du Gard pouvant produire le languedoc (sans mention complémentaire) ou le languedoc-sommières et les parcelles de la commune de Vauvert du département du Gard pouvant produire le sable-de-camargue. |
| côtes-du-lot | La zone de récolte inclut les parcelles de la commune de Salviac du département du Lot pouvant produire le périgord (sans mention complémentaire) ou le périgord-vin-de-domme. |
| languedoc (sans mention complémentaire) et languedoc-sommières | Les zones de récolte incluent les parcelles de la commune de Nîmes du département du Gard ne pouvant produire ni le languedoc (sans mention complémentaire) ni le languedoc-sommières, et s'étendent sur les bassins « Languedoc Roussillon » et « Vallée-du-Rhône Provence ».      |
| le-pays-cathare | La zone de récolte s'étend sur les bassins « Languedoc Roussillon » et « Sud-Ouest ». |
| méditerranée (sans mention complémentaire) | La zone de récolte inclut les parcelles de la commune de Saintes-Maries-de-la-Mer du département des Bouches-du-Rhône pouvant produire le sable-de-camargue, et s'étend sur les bassins « Corse » et « Vallée-du-Rhône Provence ».                                                  |
| périgord (sans mention complémentaire) | La zone de récolte inclut les parcelles de la commune de Salviac du département du Lot ne pouvant produire ni le périgord (sans mention complémentaire) ni le périgord-vin-de-domme, et s'étend sur les bassins « Aquitaine », « Charentes Cognac » et « Sud-Ouest ».               |
| périgord-dordogne | La zone de récolte s'étend sur les bassins « Aquitaine » et « Charentes Cognac », et ne diffère de celle du périgord (sans mention complémentaire) que par l'exclusion de la commune de Salviac du département du Lot.                                                              |
| périgord-vin-de-domme | La zone de récolte inclut les parcelles de la commune de Salviac du département du Lot ne pouvant pas produire le périgord-vin-de-domme, et s'étend sur les bassins « Aquitaine » et « Sud-Ouest ».                                                                                 |

Les différences indiquées peuvent être palliées. Cela a par exemple été fait en la commune de Saintes-Maries-de-la-Mer du département des Bouches-du-Rhône pour les zones de récolte du pays-des-bouches-du-rhône et du sable-de-camargue : ces deux zones s'excluent mutuellement. Le pays-des-bouches-du-rhône relevant du bassin « Vallée-du-Rhône Provence » et le sable-de-camargue relevant du bassin « Languedoc Roussillon », la délimitation de ces deux bassins dans cette commune devrait correspondre à celle de ces deux appellations. L'appellation méditerranée (sans mention complémentaire) s'étendant sur les bassins « Corse » et « Vallée-du-Rhône Provence », sa zone de récolte dans cette commune devrait alors se limiter à celle de l'appellation pays-des-bouches-du-rhône.

### Cartographie parcellaire des zones de récolte des raisins pour les vins sous AOC
Une cartographie au niveau parcellaire des zones de récolte des raisins pour les vins sous AOC est actuellement entreprise par l'INAO et l'IGN. La carte, encore incomplète, pour les vins relevant de chaque bassin viticole est disponible sur le site officiel Géoportail. Ce projet pourrait rencontrer une partie des problèmes de délimitations des bassins viticoles énoncés ci-dessus. Un ajustement des délimitations pourrait alors résoudre ces problèmes.